# Duktilnost
Duktilnost je lastnost materiala, da prenese plastično deformacijo, ne da bi se zlomil. Večjo deformacijo kot je material sposoben prenesti brez preloma zaradi krhkosti, bolj je duktilen. Duktilnost se največkrat meri pri zlitinah in ostalih konstrukcijskih elementih.